# Sergej Vinogradskij
Sergej Nikolajevič Vinogradskij (rus. Серге́й Никола́евич Виногра́дский, 13. září 1856, Kyjev – 24. února 1953, Brie-Comte-Robert) byl ruský mikrobiolog, objevitel chemoautotrofie (chemolitotrofie) a biologické fixace dusíku. Je považován za jednoho ze zakladatelů biogeochemie - nauky o podílu organismů na koloběhu prvků v přírodě.

## Život
Sergej Nikolajevič Vinogradskij se narodil v rodině bohatého právníka a bankéře Nikolaje Konstantinoviče Vinogradského (rus. Николай Константинович Виноградский). Absolvoval gymnázium v Kyjevě. Roku 1873 nastoupil na právnickou fakultu Kyjevské univerzity, ale později přestoupil na přírodovědné oddělení. Po dvou letech Kyjevskou univerzitu opustil a přešel na konzervatoř do Petrohradu, kde vystudoval hru na klavír.
V listopadu 1877 navstoupil do druhého ročníku Petrohradské univerzity, kde se věnoval studiu přírodních věd. Diplom získal roku 1881. Na univerzitě dále pokračoval ve studiu botaniky pod vedením Andreje Famincyna (rus. Андрей Сергеевич Фаминцын). Univerzitní studia dokončil roku 1884.
Roku 1879 se oženil se Zinaidou Alexandrovnou Tichockou (rus. Зинаида Александровна Тихоцкая, 1862—1939), se kterou měli 4 dcery.
Roku 1885 přijat do laboratoře významného botanika Antona de Bary na Univerzitě ve Štrasburku, kde se věnoval studiu bakterií rodu Beggiatoa oxidujících sulfan. Po smrti Antona de Bary v roce 1888 Vinogradský přešel do Ústavu hygieny v Curychu. Zde potvrdil předchozí Waringtonova pozorování, že nitrifikační proces probíhá ve dvou krocích, a popsal zúčastněné mikroorganismy.
Přestože dostal od Louise Pasteura nabídku místa v Paříži, rozhodl se vrátit do Ruska. Roku 1891 nastoupil do Ústavu experimentální medicíny v Petrohradu, kde získal místo vedoucího Oddělení obecné mikrobiologie. V letech 1902-1905 působil jako ředitel Ústavu. Jeho hlavním objevem v tomto období byl popis bakterie Clostridium pasteurianum fixující dusík.
V roce 1910 ze zdravotních důvodů opustil ústav a přestěhoval se na svůj statek poblíže Kamence-Podolského. Zde se věnoval především svému hospodářství, kde uplatňoval moderní zemědělské a lesnické postupy.
Po bolševické revoluci odjel v roce 1921 přes Krym a Marseille do své vily ve Švýcarsku. Od roku 1921 působil jako profesor na Univerzitě v Bělehradu. V únoru 1922 mu ředitel Emil Roux nabídnul místo v Pasteurově ústavu. V Brie-Comte-Robert u Paříže založil v Oddělení zemědělské mikrobiologie. Zde pracoval až do svého odchodu do důchodu roku 1940.
S.N. Vinogradskij zemřel 24. února 1953 v Brie-Comte-Robert ve věku 96 let.

## Vědecký odkaz
S. N. Vinogradskij je jedním ze zakladatelů mikrobiologie přírodního prostředí. Do té doby byla pozornost mikrobiologů upřena především na patogenní mikroorganismy ohrožující lidské zdraví. Vinogradskij jako jeden z prvních prokázal klíčový význam mikroorganismů v půdě a popsal jejich úlohu v přírodním koloběhu prvků.
Jako první popsal chemosyntetickou fixaci (asimilaci) oxidu uhličitého u chemoautotrofních bakterií oxidujících sulfan. Do této doby byla fixace CO2 spojována pouze s fotosyntézou, proto tento objev přinesl Vinogradskému celosvětové uznání.
Potvrdil, že nitrifikace probíhá ve dvou krocích: z amonných iontů na dusitany a z dusitanů na dusičnany. Identifikoval bakterie, které se tohoto pochodů účastní: rody Nitrosomonas a Nitrosococcus, které oxidují amonné ionty na dusitany, a rod Nitrobacter, který provádí oxidaci dusitanů na dusičnany. Jako první popsal, že takto získaná metabolická energie je využívána k autotrofní fixaci uhlíku.
Prokázal, že organický uhlík tvořící živou hmotu lze získat pouze fixací oxidu uhličitého.
Roku 1895 izoloval první bakterii fixující dusík Clostridium pasteurianum.
Jako jeden z prvních se věnoval studiu anoxygenních fototrofních bakterií.

## Vybrané publikace
- Winogradsky S. (1888) Zur morphologie und Physiologie der Schwefelbakterien. Arthur Felix, Leipzig, Germany.
- Winogradsky S., Winogradsky H. (1925) Études sur la microbiologie du sol. Annales de l'Institut Pasteur
- Winogradsky S. (1949) Microbiologie du sol : problèmes et méthodes : cinquante ans de recherches. Ed. Masson, Paris

## Ocenění
- 1901, čestný člen Moskevské přírodovědné společnosti.
- 1902, člen korespondent a od roku 1924 zahraniční člen Francouzské akademie věd.
- 1919, člen britské Královské společnosti
- 1924, člen Ruské akademie věd
- 1932, člen Královské nizozemské akademie věd
- 1935, Leeuwenhoekova medaile
- Od roku 2003 používá Mikrobiologický ústav Ruské akademie věd v Moskvě název Mikrobiologický ústav S. N. Vinogradského.